# 24Herbs (album)
24Herbs – debiutancki album studyjny hongkońskiego zespołu 24Herbs, wydany w 2008 roku własnym nakładem zespołu oraz przez wytwórnię Drum Music i East Asia Music.

## Lista utworów
Źródło: cdbaby
| Nr  | Tytuł                              | Długość |
| --- | ---------------------------------- | ------- |
| 1.  | „Superstar”                        | 4:17    |
| 2.  | „Crazy Night”                      | 4:09    |
| 3.  | „Respect (Dou puk gaai)”           | 3:55    |
| 4.  | „Sai jan”                          | 3:37    |
| 5.  | „Zio zou (Jiu Jo)”                 | 4:28    |
| 6.  | „Ngo soeng”                        | 4:41    |
| 7.  | „One Night in Di”                  | 5:30    |
| 8.  | „Keeping It Raw”                   | 3:20    |
| 9.  | „24Herbs”                          | 3:19    |
| 10. | „Zio zou (Jiu Jo)” [feat. MC Jin]  | 3:43    |
| 11. | „24Herbs” (Remix)                  | 3:40    |
| 12. | „Ngo soeng” (Daze Remix)           | 5:00    |
| 13. | „Respect (Dou puk gaai)” [Remix]   | 3:17    |
| 14. | „24Herbs” (Club Mix)               | 3:16    |
| 15. | „Respect (Dou puk gaai)” [B&b Mix] | 2:42    |